# Vyhrazený jízdní pruh

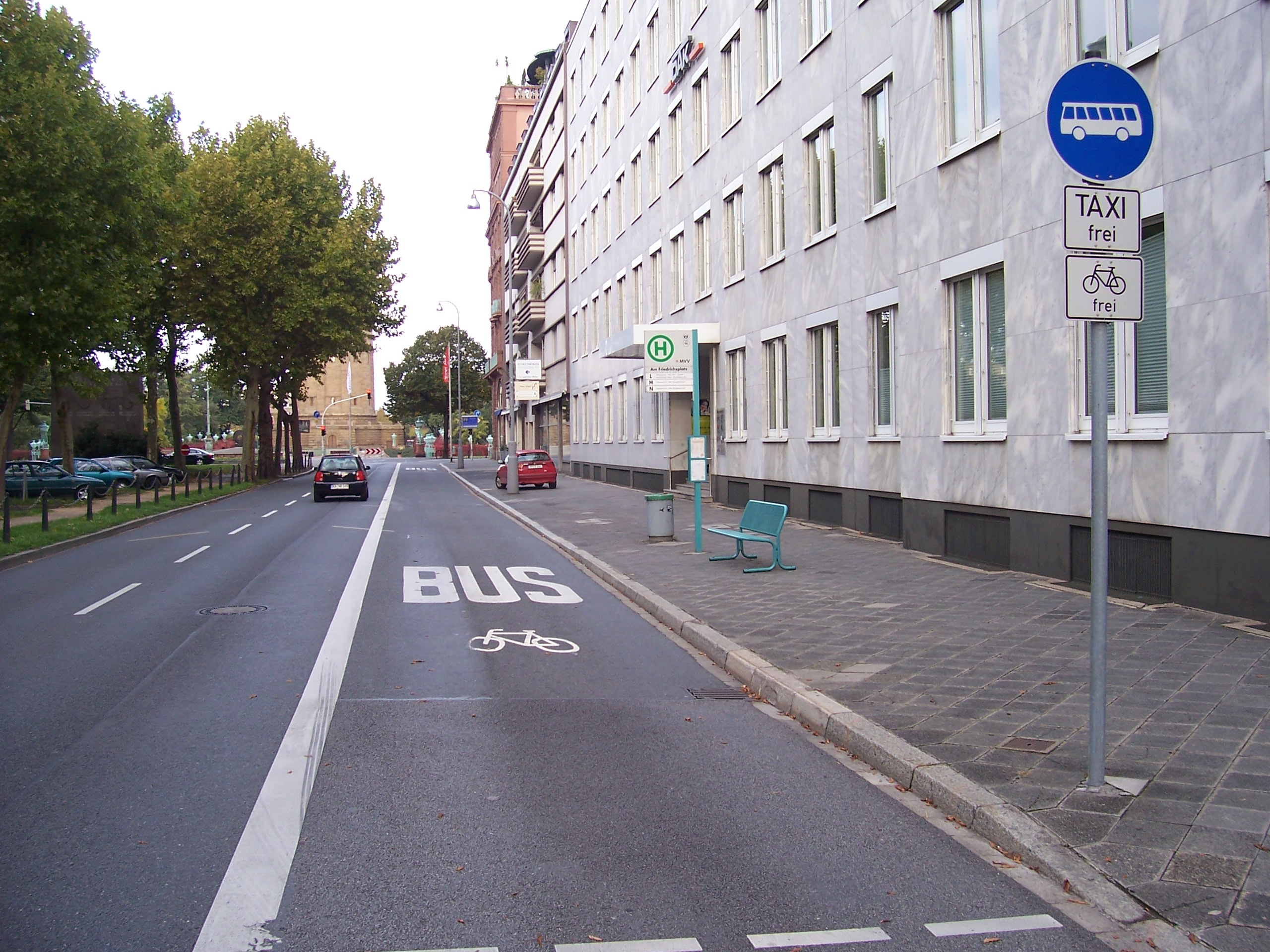
Vyhrazený jízdní pruh pro autobusy, taxislužbu a cyklisty v Mannheimu v Německu

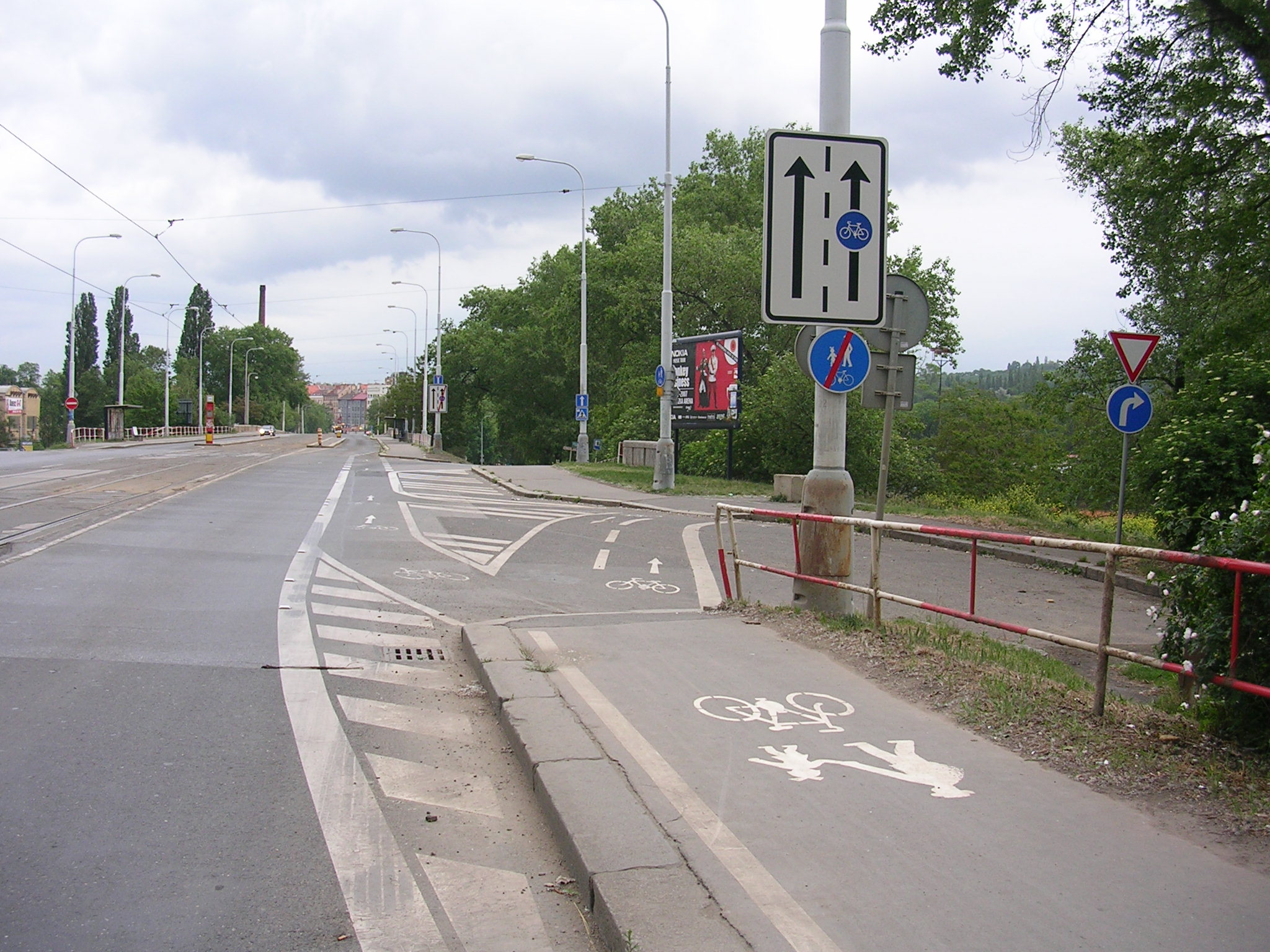
Praha, Libeňský most. Vyhrazený jízdní pruh pro cyklisty. Automobil odbočující na vzdálenější křižovatce vpravo musí dát přednost cyklistům a nesmí je omezit v jízdě. Spoléhat na to je ale pro cyklisty riskantní.

Vyhrazený jízdní pruh je jízdní pruh na pozemní komunikaci, který je příslušnou dopravní značkou určen pouze pro některé druhy vozidel nebo jen pro stanovený účel. Vyhrazení může platit nepřetržitě nebo jen po vymezenou dobu.
Základním typem vyhrazeného jízdního pruhu je pruh vyhrazený pro autobusy městské hromadné dopravy nebo trolejbusy. Jeho hlavním účelem, často v kombinaci s detekcí vozidel světelným signalizačním zařízením, bývá preference veřejné hromadné dopravy, aby se její vozidla nezdržovala v dopravních zácpách vytvořených osobními nebo nákladními automobily, někdy je účelem též vyšší bezpečnost chodců na přechodech. Obvykle bývá vyznačen buď na pravé, nebo na levé straně části vozovky pro příslušný směr, v závislosti na umístění zastávek a na dalším směru jízdy. Vyhrazený jízdní pruh pro autobusy MHD bývá často veden po tramvajovém pásu, což umožňuje užívání společných (tzv. sdružených) zastávek s tramvajemi.
V mnoha zemích světa tvoří síť vyhrazených jízdních pruhů nebo i samostatných komunikací pro autobusy rychlý páteřní dopravní systém obdobný metru nebo příměstské železnici. V americké angličtině se označuje jako BRT (Bus rapid transit), v Německu metrobus (metropolitní autobus). Zvlášť rozšířený je tento typ dopravního systému v Jižní Americe, ale je zastoupen též v Severní Americe, Austrálii a Novém Zélandu a Asii. V Evropě je rozšířen zejména ve Francii, ale vyskytuje se i ve Spojeném království a v Nizozemsku. V australském Adelaide některé úseky jsou konstruovány jako speciální drážní těleso pro autobusy, tento systém se označuje jako O-Bahn Busway.
V mnoha zemích je obvyklé i zřizování vyhrazených jízdních pruhů pro vozidla taxislužby nebo pro veřejnou dopravu včetně taxislužby. V Praze je podobná preference taxislužby předmětem diskuse.
Vyhrazené jízdní pruhy jako součást vozovky se zřizují i pro cyklisty tam, kde není možné zřídit oddělenou stezku pro cyklisty, zpravidla na pravé straně vozovky. Samostatný jízdní pás pro cyklisty může být vyznačen i na stezce pro chodce a cyklisty; v takovém případě se v Česku dělená varianta dopravní značky Stezka pro chodce a cyklisty.
Zřejmě první vyhrazené jízdní pruhy pro autobusy byly zavedeny kolem roku 1962 v německém Wiesbadenu a brzy poté v Hamburku a dalších německých městech. Od 1. března 1971 byly zaneseny i do německých pravidel silničního provozu, od ledna 1976 i do československých.

## Česko a Slovensko

### Historie
V Československu byly vyhrazené jízdní pruhy pro autobusy městské hromadné přepravy osob a trolejbusy poprvé explicitně legislativně zavedeny s účinností od 1. ledna 1976 vyhláškou č. 100/1975 Sb., o pravidlech silničního provozu, která nahradila předchozí vyhlášku č. 80/1966 Sb.
Od 1. ledna 1976 byla v příloze zavedena dopravní značka D 32a „Návěst před vyhrazeným jízdním pruhem“ a D 32b „Konec vyhrazeného jízdního pruhu. Na vozovce měl být jízdní pruh označený nápisem BUS. Ve spodní části značky mohla být vyznačena doba, po kterou je jízdní pruh vyhrazen. Význam značek byl stanoven v dílu II části I článku 6 odst. 25 vyhlášky č. 100/1975 Sb. Vozidla jedoucí ve vyhrazeném jízdním pruhu byla postavena zcela na roveň tramvajím v tramvajovém pásu. Na svislé dopravní značce bylo znázorněno vodorovné dopravní vyznačení počátku vyhrazeného jízdního pruhu.
Od 1. ledna 1990 vstoupila v účinnost nová vyhláška, č. 99/1989 Sb., o pravidlech provozu na pozemních komunikacích (pravidla silničního provozu). Podoba dopravních značek D 19a „Vyhrazený jízdní pruh“ a D 19b „Konec vyhrazeného jízdního pruhu“ se podle ní přiblížila dnešní podobě. Nápis BUS na nich byl nahrazen modrým kruhem s grafickým znázorněním autobusu, jízdní pruhy byly znázorněny jiným způsobem, v průběhu, nikoliv v místě rozdělení. Současně bylo umožněno, aby v prostoru křižovatky byl pruh vyznačen jen vodorovným dopravním značením. Význam dopravní značky byl stanoven v příloze vyhlášky v části I článku 4 odst. 12. Od téhož data vozidla jedoucí ve vyhrazeném jízdním pruhu ztratila přednost před souběžnými vozidly při odbočování, avšak pouze v tom případě, není-li vyhrazený jízdní pruh veden po tramvajovém pásu.
S účinností od 1. ledna 2001 provoz upravil nový český zákon č. 361/2000 Sb., o provozu na pozemních komunikacích a o změnách některých zákonů (zákon o silničním provozu). Vyhláška č. 30/2001 Sb., kterou se provádějí pravidla provozu na pozemních komunikacích a úprava a řízení provozu na pozemních komunikacích, vstoupila v účinnost až 31. ledna 2001 – do té doby platila souběžně s novým zákonem i stará vyhláška č. 99/1989 Sb. Podoba dopravních značek se změnila jen lehce (orámování a proporce). V § 12 odst. (1) písm. x) vyhláška č. 30/2001 Sb. umožnila vyznačit na značce i jízdní pruhy v protisměru a umožnila vyznačit vyhrazený jízdní pruh pro jiný druh vozidla nebo pro určitý účel.
Na Slovensku zákon č. 315/1996 Zb., o premávke na pozemných komunikáciách, vstoupil v účinnost 1. dubna 1997. Dopravní značky definuje nyní vyhláška č. 225/2004 Z. z. z 29. března 2004. Dopravní značky D 52a a D 52b provedením víceméně odpovídají českým dopravním značkám IP 20a a IP 20b. Příloha vyhlášky, díl II. článek 4 odst. 41, však ani nyní neumožňuje vyhradit jízdní pruh pro jiná vozidla než autobusy MHD a trolejbusy. Pravidla provozu v jízdním pruhu zůstala stejná jako při rozdělení Československa.

### Značení v Česku

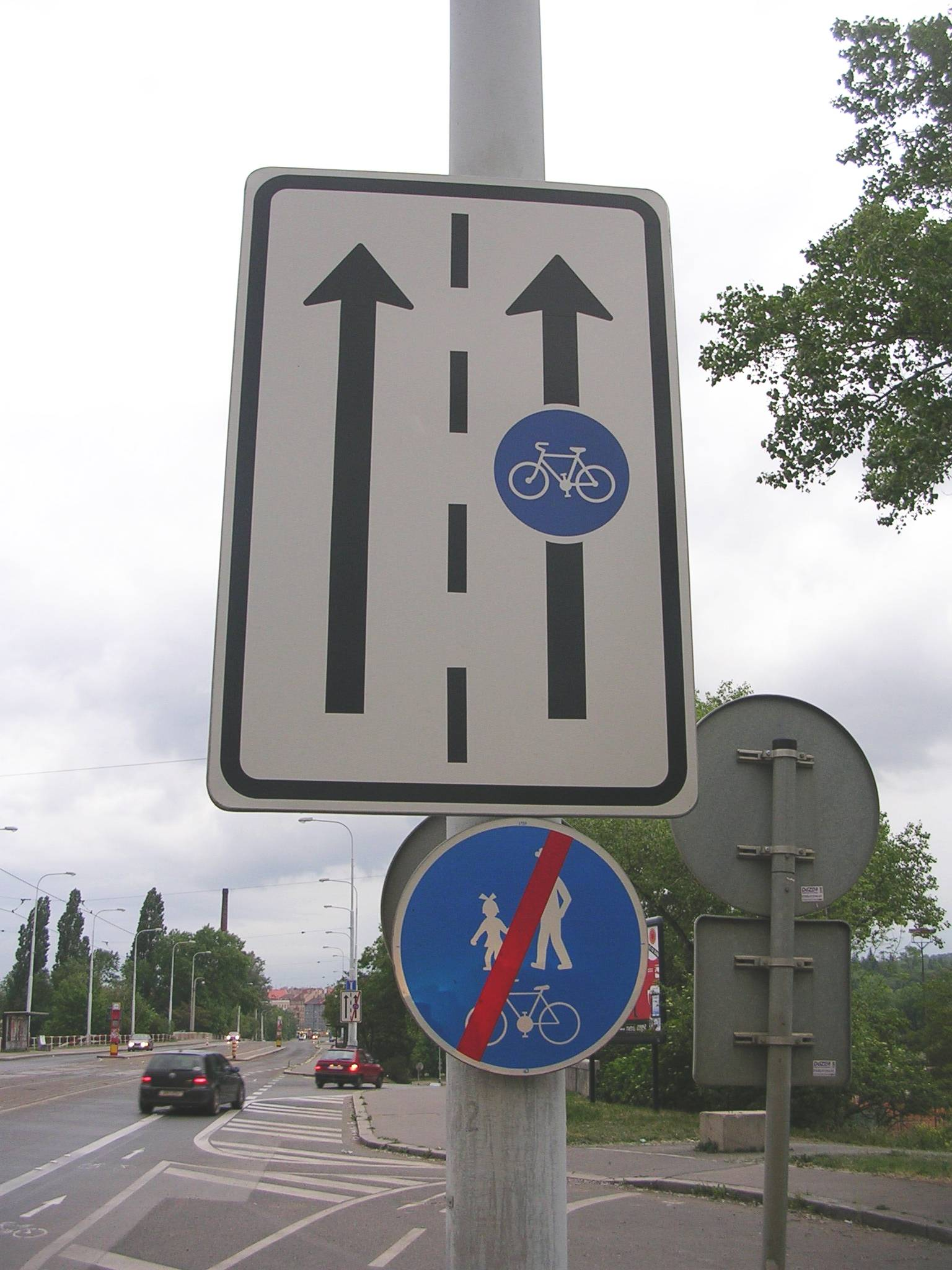
Vyhrazený jízdní pruh pro cyklisty je pojem odlišný od stezky pro cyklisty. Dopravní značka IP 20a „Vyhrazený jízdní pruh“ je doplněna dopravní značkou C 9b „Konec stezky pro chodce a cyklisty“. Praha, Libeňský most.

V Česku se vyhrazené jízdní pruhy označují dopravní značkou IP 20a podle vyhlášky č. 30/2001 Sb. Zároveň musí být vyhrazený jízdní pruh vyznačen též vodorovným dopravním značením, a to podélnou čarou souvislou nebo přerušovanou a nápisem nebo symbolem, který spadá ve vyhlášce pod označení V 15 „Nápisy na vozovce“, zpravidla nápisem BUS, nebo symbolem jízdního kola (V 14 „Jízdní pruh pro cyklisty“). V prostoru křižovatky se vyhrazený jízdní pruh vyznačuje jen vodorovným dopravním značením.
Podle § 12 odst. 1 písm. z) vyhlášky č. 30/2001 Sb. značka IP 20a v základním provedení, v němž je v modrém kruhu bíle zobrazen boční pohled na autobus, vyhrazuje jízdní pruh pouze pro autobusy městské hromadné dopravy osob nebo trolejbusy. Takto vyhrazený jízdní pruh tedy nemohou využívat k jízdě například autobusy dálkové a meziměstské dopravy nebo zájezdové autobusy.
V případě jízdního pruhu vyhrazeného pro jiný druh vozidla nebo pro určitý účel se do modrého kruhového pole ve značce vyznačí příslušný symbol vozidla nebo vhodný nápis. Používá se pro vyznačení jízdních pruhů pro cyklisty, v Liberci v Riegrově ulici je jako vyhrazený jízdní pruh pro tramvaje označen tramvajový pás.
Platnost svislé dopravní značky vyhrazující jízdní pruh končí na vzdálenější hranici nejbližší následující křižovatky, pokud není dříve ukončena dopravní značkou IP 20b „Konec vyhrazeného jízdního pruhu“, IP 16 nebo IP 17 „Uspořádání jízdních pruhů“, IP 18a „Zvýšení počtu jízdních pruhů“, IP 18b „Snížení počtu jízdních pruhů“, IP 18c „Jízdní pruh pro pomalá vozidla“ nebo IP 19 „Řadicí pruhy“.

### Podobné způsoby vyhrazení
Kromě „vyhrazeného jízdního pruhu“ existuje také „přikázaný jízdní pruh“. K jeho označení je určená značka C 12a, v základním provedení je na ní zobrazen nákladní automobil, ale jiným symbolem nebo nápisem lze jízdní pruh přikázat i pro jiný druh vozidla nebo pro určitý účel. Vzhledem ke shodě podoby značky tak značka „Stezka pro cyklisty“ (C 8a) může být zároveň značkou přikázaného jízdního pruhu pro cyklisty. Do přikázaného jízdního pruhu mohou vjet řidiči jiných vozidel jen při objíždění, odbočování, vjíždění na pozemní komunikaci nebo vyjíždění z ní, přičemž nesmějí ohrozit ani omezit v jízdě řidiče vozidla, pro nějž je jízdní pruh označen.
Od vyhrazeného jízdního pruhu se přikázaný jízdní pruh liší tím, že řidič označeného vozidla jej nejen smí, ale také musí použít. Řidiči jiných vozidel na tento jízdní pruh nemohou vjíždět při předjíždění. Řidič jedoucí v přikázaném jízdním pruhu nemá přednost před souběžně jedoucími vozidly (čímž se přikázaný jízdní pruh liší pouze od vyhrazeného JP vedeného po tramvajovém pásu). Přejíždí-li řidič z přikázaného jízdního pruhu do přilehlého JP, nemají řidiči jedoucí v tomto přilehlém pruhu obecně stanovenou povinnost mu to umožnit zpomalením nebo zastavením vozidla. Není stanoveno, že jízda jinou rychlostí v přikázaném jízdním pruhu se nepovažuje za předjíždění. V přikázaném jízdním pruhu nelze použít světelné signály pro tramvaje, v přikázaném jízdním pruhu není obecně zakázáno zastavení a stání, za neoprávněné použití přikázaného jízdního pruhu není stanoven specifický bodový postih,
Speciální dopravní značka je určena také pro vyznačení jízdního pruhu pro pomalá vozidla, zejména na rychlostních silnicích.
Provoz v jízdním pruhu lze omezit nebo vyhradit také například dopravní značkou „omezení v jízdním pruhu“. Takto mohou být například z levého pruhu vyloučeny nákladní automobily nebo vozidla větší šířky nebo malé konstrukční rychlosti. Na značce se používá symbol zákazové nebo příkazové dopravní značky, může být použit například i symbol značky „Přikázaný jízdní pruh“. Podobně lze určení jízdních pruhů vyznačit také na dopravních značkách, které určují uspořádání jízdních pruhů před křižovatkou.
Přikázaný jízdní pruh, jízdní pruh pro pomalá vozidla a jízdní pruh vymezený dopravní značkou „Omezení v jízdním pruhu“ nebo jinými dopravními značkami stanovujícími uspořádání jízdních pruhů (IP 16 až IP 19) nespadají pod termín „vyhrazený jízdní pruh“.

### Provoz v Česku
Pravidla pro provoz ve vyhrazeném jízdním pruhu stanoví zejména § 14 zákona č. 361/2000 Sb., o provozu na pozemních komunikacích. Jízdní pruh vyhrazený pro určitý druh vozidel požívá podobné ochrany jako tramvajový pás, tedy ostatní vozidla na něj mohou vjíždět nebo jej přejíždět jen ve vyjmenovaných případech a jejich řidiči přitom nesmí ohrozit ani omezit v jízdě vozidlo jedoucí ve vyhrazeném jízdním pruhu. Podle § 21 odst. 5 musí odbočující řidič dát přednost vozidlům ve vyhrazeném jízdním pruhu.
Pokud je vyhrazený jízdní pruh veden po tramvajovém pásu, má vozidlo, které z něj odbočuje nebo jinak mění směr jízdy, přednost před souběžně jedoucími vozidly za obdobných podmínek jako tramvaj. V letech 1976–2000 platila tato přednost i pro vozidlo jedoucí v samostatném vyhrazeném jízdním pruhu. Přejíždí-li řidič z vyhrazeného jízdního pruhu do přilehlého jízdního pruhu, jsou řidiči v tomto jízdním pruhu povinni mu to umožnit, on je však nesmí ohrozit.
V místě, kde se sbíhá vyhrazený jízdní pruh s tramvajovým pásem, není přednost jednoznačně určena, protože ustanovení pravidel vzájemně kolidují.
Provoz silničních vozidel jedoucích ve vyhrazeném jízdním pruhu může být za určitých okolností řízen světelnými signály pro tramvaje. § 72 zákona č. 361/2000 Sb. připouští jejich použití v jízdních pruzích vyhrazených pro autobusy MHD nebo trolejbusy, § 14 odst. 4 pro vyhrazené jízdní pruhy vyznačené na tramvajovém pásu.
Ve vyhrazeném jízdním pruhu je podle § 27 odst. 1 písm. i) zák. č. 361/2000 Sb. zakázáno zastavení a stání.
Za neoprávněné použití vyhrazeného jízdního pruhu je v bodovém systému stanoven 1 trestný bod.
Vyhrazený jízdní pruh pro cyklisty mohou, podobně jako stezku pro cyklisty, užívat kromě cyklistů (za něž jsou považováni i jezdci na koloběžce) podle § 57 odst. 7 zákona č. 361/2000 Sb. také osoby na lyžích, kolečkových bruslích nebo obdobném sportovním vybavení.

### Situace v jednotlivých městech

#### Praha

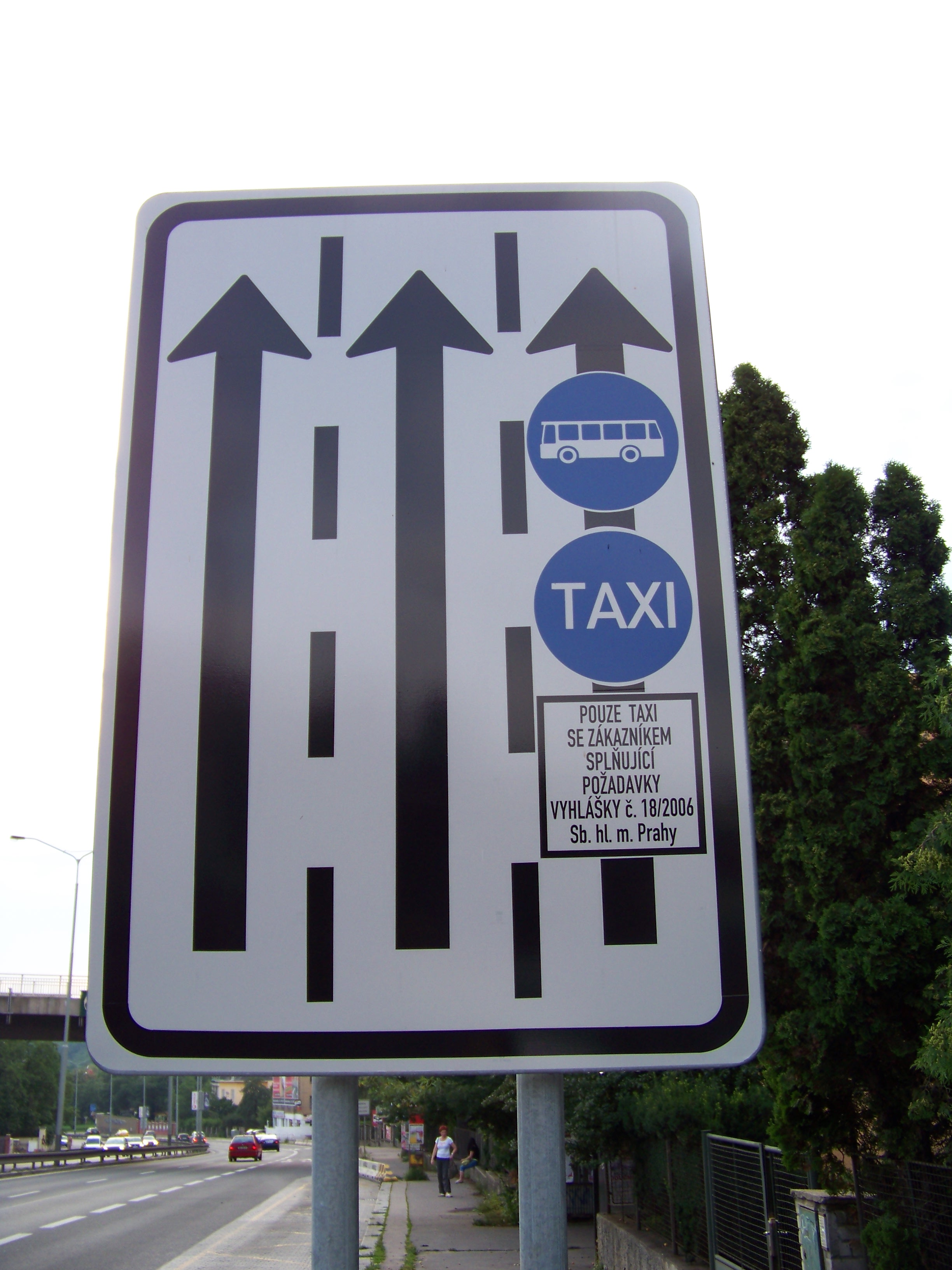
Pruh vyhrazený pro autobusy MHD a vybraná vozidla taxi v ulici V Holešovičkách

Samostatné vyhrazené jízdní pruhy pro autobusy MHD. Některé z nich jsou vyhrazeny pouze po omezenou denní dobu.
- Strakonická mezi Barrandovským mostem a Nádražní, směr do centra (600 m, zřízen v roce 1998)
- Argentinská před křižovatkou s Plynární, směr do centra (200 m)
- V Holešovičkách mezi Vychovatelnou a mostem Barikádníků, směr do centra (1400 m, zřízen v roce 1998). V únoru 2009 byl jako první v Praze zkušebně zpřístupněn i pro taxislužbu.[1]
- Nad Šutkou, směr do centra (250 m)
- Vysočanská na estakádě, směr Vysočany (600 m)
- Modřanská, před odbočením na rampu Barrandovského mostu (cca od října 2004)
- Zálesí, směr do centra (350 m, zřízen v prosinci 2005)
- Ke Krči, směr k Vltavě (250 m, zřízen v květnu 2006, v první části vyhrazen levý pruh, ve druhé části pravý pruh)
- Lhotecká, u zastávky Hasova (zřízeny v srpnu 2006, z centra 170 m, do centra 120 m)
- Na Strži, u zastávky Krčský hřbitov (zřízeny v srpnu 2006, z centra 70 m, do centra 130 m)
- Milady Horákové, před zastávkou Hradčanská ve směru do centra
- Vrchlického, směr k Andělu (zřízen v červenci 1999, pouze ve vymezených hodinách)[1]
- Čimická

Vyhrazené jízdní pruhy pro autobusy MHD na tramvajových pásech
- 17. listopadu, směr ke Staroměstské (350 m)
- Táborská, směr Pankrác (200 m) a směr Nusle (100 m)
- nám bří Synků, Nuselská a U Plynárny, čtyři úseky o celkové délce 1500 m
- Blanická, směr k Francouzské (80 m)
- Zenklova mezi Okrouhlickou a Trojskou, směr z centra (350 m)
- Senovážné nám., Dlážděná, Havlíčkova, Na Poříčí (1000 m směr nám. Republiky, 600 m v opačném směru, jen noční provoz)

Člen Rady hlavního města Prahy Radovan Šteiner na setkání s novináři dne 22. 11. 2007 oznámil, že se připravuje vysoce kapacitní autobusový tah na trase Želivského – Jižní Město, jehož projekt mimo jiné zahrnuje vyznačení vyhrazených jízdních pruhů pro autobusy v celkové délce přibližně pěti kilometrů a úpravu světelné signalizace ve prospěch preference pro autobusy na 17 křižovatkách. Směrem ke stanici metra Kačerov plánuje město necelé 3 kilometry jízdních pruhů pro autobusy.
V únoru 2009 bylo vyhrazený jízdní pruh V Holešovičkách jako první v Praze zkušebně vyhrazen i pro vozidla taxislužby, následně i na části Strakonické ulice. Od května 2009 bylo určení rozšířeno pro autobusy PID, jízdní kola a taxi v ulicích Českobrodská, Duškova, Horňátecká, Vrchlického, Vysočanská a Zálesí; v ulicích Kukulova a Ke Krči bylo vyhrazení rozšířeno pouze o taxislužbu. Vodorovné značení těchto pruhů má být upraveno až během léta 2009. Využití vyhrazených jízdních pruhů vozidly taxislužby omezuje městská vyhláška pouze na ty provozovatele, jejichž vozidla vyhovují požadavkům městské vyhlášky.

#### České Budějovice
Vzniká tzv. Koridor MHD pro autobusy a trolejbusy (www.koridormhd.cz). Zatím existují krátké úseky, de facto rozšířené zastávky. Vozidla MHD elektronicky komunikují se semafory - jejich provoz je řízen světelnými signály pro tramvaje. Systém tak umožňuje zastavit na křižovatce provoz vozidel i přecházení chodců a pustit do křižovatky vozidlo MHD.
- Na Sadech - de facto rozšířená zastávka Poliklinika Sever v obou směrech. (Pruh není ve směru k Mariánskému nám. vozidly MHD vždy využit, čímž blokují provoz v pruhu pro ostatní vozidla).
- Senovážné nám. - de facto rozšířená zastávka ve směru k ulici Na Sadech. (Paradoxní je, že přes pref. pruh je třeba přejet, pokud chce osobní vozidlo zaparkovat na podélně vyznačených parkovacích místech. Parkovací manévr do řady za sebou stojících vozidel tak může pruh dočasně zablokovat).
- Lidická

Vedení koridoru MHD v Č. Budějovicích není bez kontroverzí. Jeho cílem je rychlé spojení sídliště Máj s centrem a nádražími. Jeho vedení proto kritizovali obyvatelé sídliště Vltava. Preferenční pruhy navíc končí před křižovatkami a za nimi už nepokračují. To způsobuje dopravní kolapsy zejména na křižovatce Senovážné nám. a Na Sadech x Lannova/Kanovnická. Vozidlo MHD nemůže buď do pruhu vjet, nebo po vyjetí z pruhu zůstane stát v křižovatce, většinou tak, že zablokuje ostatní vozidla. Preferenční pruhy jsou také (zne)užívány autobusy jiných dopravců než DP České Budějovice.

#### Plzeň
Od 19. prosince 2017 je na Karlovarské ulici v úseku od křižovatky s Lidickou u Lékařské fakulty UK po Rondel ve směru do centra vyhrazen pravý ze 3 jízdních pruhů pro autobusy a složky IZS. Pruh byl v druhé polovině roku 2017 vybudován právě pro tento účel. V budoucnu by na něj měl navázat třetí pruh na mostu generála Pattona.

## Německo

Německá dopravní značka č. 245 „Linkové autobusy“, označující vyhrazený jízdní pruh

V Německu upravuje provoz Straßenverkehrs-Ordnung (StVO) vyhlášený 16. listopadu 1970 ve Spolkovém věstníku I, str. 1565. Prováděcím předpisem, který stanoví dopravní značky, je Všeobecný administrativní předpis k pravidlům silničního provozu (Allgemeine Verwaltungsvorschrift zur Straßenverkehrs-Ordnung, VwV-StVO) na základě § 6, odst. 1 č. 3 zákona o silničním provozu (Straßenverkehrsgesetz, StVG).
Zvláštní jízdní pruh pro autobusy linkové dopravy vyznačuje modrá kruhová dopravní značka č. 245 „Linkové autobusy“ (podobná dopravní značce „Stezka pro cyklisty“, ale se symbolem autobusu). Do pojmu linkové dopravy zde spadají i označená vozidla školní dopravy nebo dopravy tělesně postižených.
Dodatkovou tabulkou „TAXI frei“ nebo se symbolem cyklisty a textem „frei“ je možno vyhrazený jízdní pruh zpřístupnit i vozidlům taxislužby nebo cyklistům.

## Rakousko

Rakouská příkazová značka č. 25, vyhrazený jízdní pruh

V Rakousku upravuje provoz spolkový zákon č. 159/1960 z 6. července 1960 „Pravidla silničního provozu“ (Straßenverkehrsordnung 1960, StVO). Dopravní značky stanoví nařízení č. 238/1998 z 29. července 1998 „Předpis k dopravním značkám“ (Straßenverkehrszeichenverordnung 1998, StVZVO].
Jsou zavedeny dopravní značky §53/24 Silnice pro autobusy (podobná německé značce pro vyhrazený jízdní pruh) a §53/25 Jízdní pruh pro autobusy (vzdáleně podobná české značce pro vyhrazený jízdní pruh).
Tyto dopravní značky umožňují provoz nejen hromadné linkové dopravě, ale i vozům taxislužeb, sanitním vozům, vozidlům silničních služeb při pracovních jízdách a vozidlům zajišťujícím svoz odpadu.
Dodatková tabulka může platnost značky rozšířit o autobusy okružních linek městem, živnostníky nebo jednostopá vozidla.
Pokud to bezpečnost, snadnost a plynulost dopravy vyžaduje, je jízdní pruh k dispozici i pro ostatní dopravu.

## Jiné státy

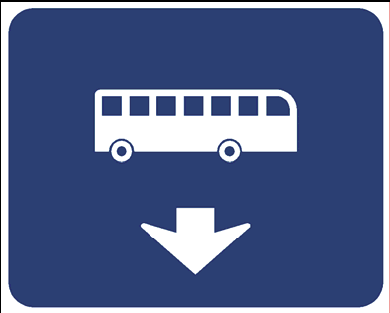
Tchajwanská dopravní značka R28 „Pouze autobusy“
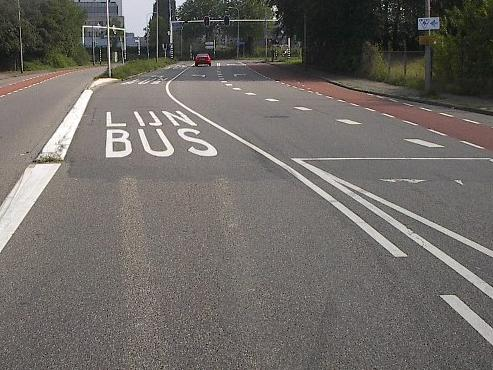
Vyhrazený jízdní pruh v nizozemském Zwolle
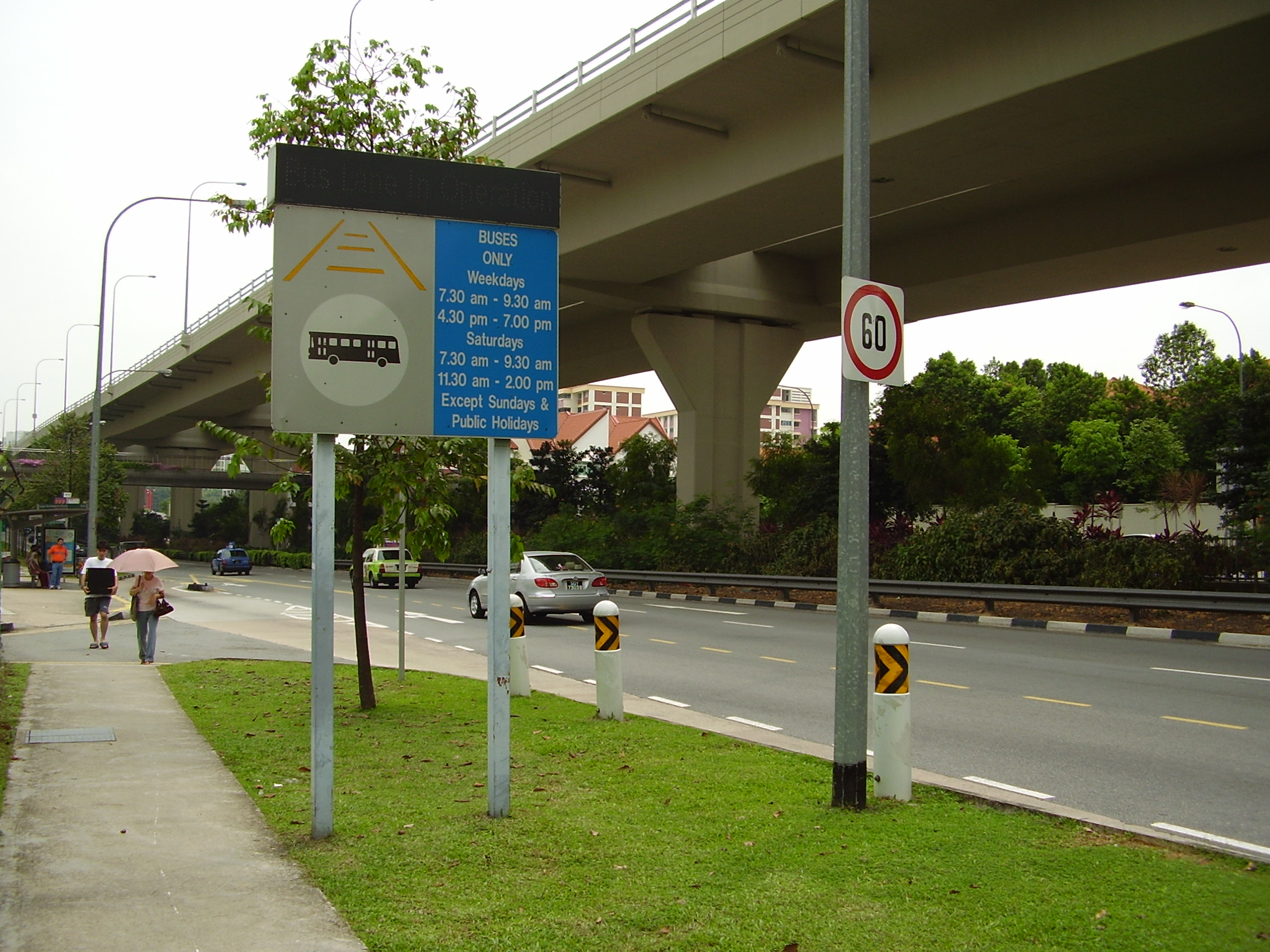
Časově omezené vyhrazení jízdního pruhu v Singapuru

### Vyhrazené jízdní pruhy v Praze
- ROPID - Preference
- Antonín Dub: Autobusy MHD po kolejích načerno Archivováno 7. 7. 2007 na Wayback Machine. (mestskadoprava.eu, 8. 5. 2007)
- Taxiky pustí na trať pro tramvaje (Mladá fronta Dnes, příloha Praha, 3. 5. 2007) 
 TAXI – na koleje! (DP aréna, 4. května 2007, obsahuje kopii článku z MF Dnes)
- Antonín Dub: Taxikáři na kolejích Archivováno 7. 7. 2007 na Wayback Machine. (mestskadoprava.eu, 4. 5. 2007)
- Preference pražských tramvají, stránky o upřednostňování vozidel MHD v provozu (Miroslav Grossmann a kolektiv)
  - Přibyly nové BUS pruhy (12. 9. 2006)
- Preference MHD před automobilovou dopravou (ÚDI Praha, ročenka dopravy, 1998)